# Bidente

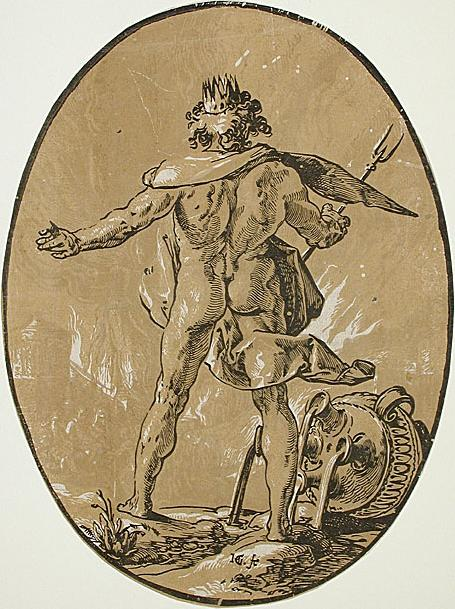
Plutão segurando um bidente em uma xilogravura da série Deuses e Deusas de Hendrick Goltzius (1588–1589)

Um bidente é um instrumento de dois dentes semelhante a um forcado. Na arte renascentista, o bidente é associado ao deus grego Plutão.

## Etimologia
A palavra bidente é derivada do latim bidentis, que significa "ter dois dentes (ou pontas)".

## Usos históricos
Os antigos egípcios usavam um bidente como ferramenta de pesca, às vezes preso a uma linha e às vezes preso com penas de voo. Armas de dois gumes, principalmente de bronze, aparecem no registro arqueológico da Grécia antiga.
Na agricultura romana, o bidens (genitivo bidentis) era uma enxada de lâmina dupla ou de dois dentes. Era usado para quebrar e revolver terrenos rochosos e duros. O bidens é retratado em mosaicos e outras formas de arte romana, bem como em lápides para marcar a ocupação do falecido.

## Na mitologia

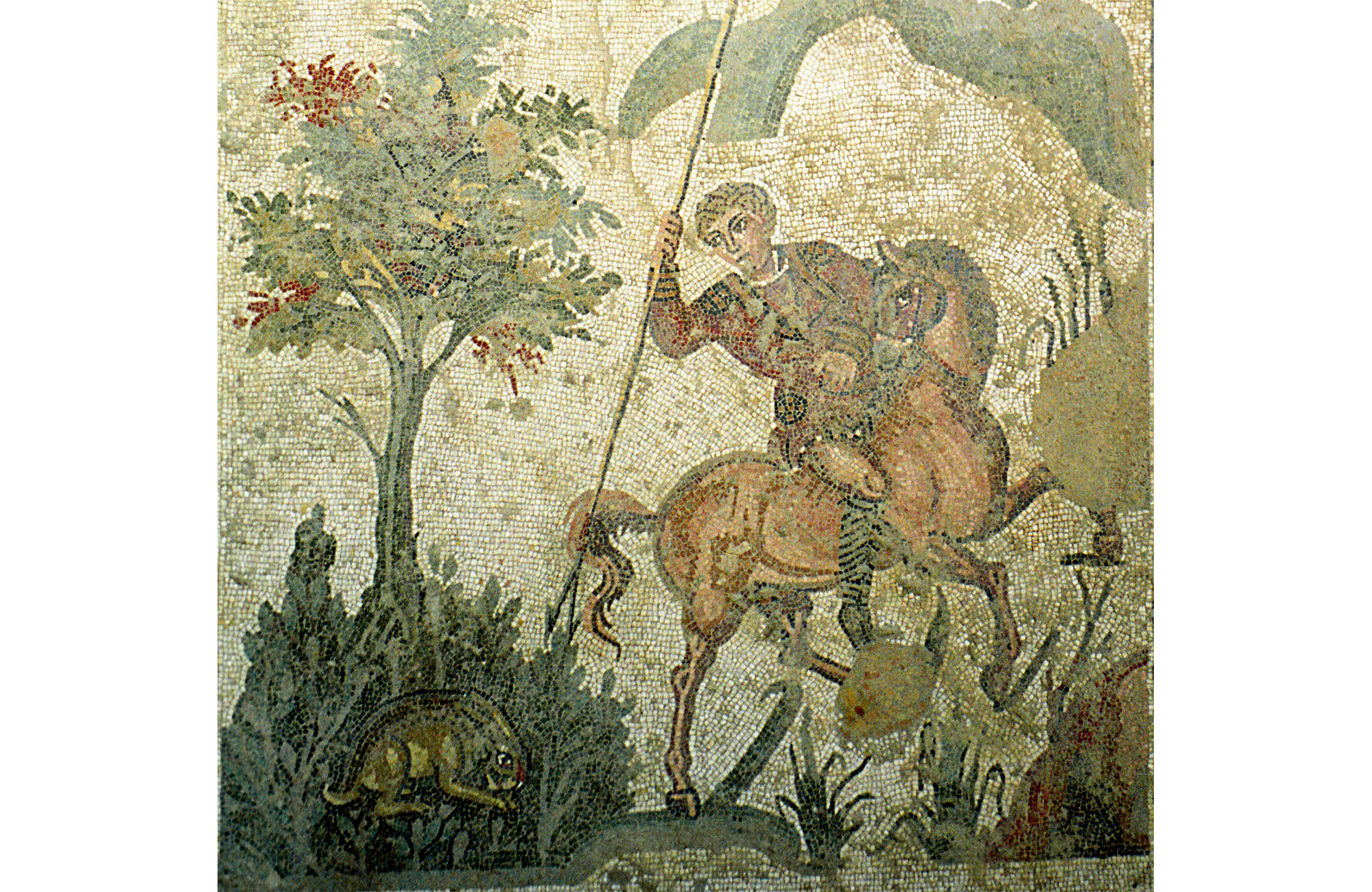
Mosaicos da era romana mostram o bidente para caça à lebre (Villa Romana del Casale, Sicília, c. 300 d.C.)

Algumas fontes relatam que a lança de Aquiles era bifurcada. Aquiles foi instruído em seu uso por Peleu, que por sua vez aprendeu com o centauro Quíron. O implemento pode ter associações com a Tessália. Uma ânfora de figuras negras de Corneto (Tarquinia etrusca) retrata uma cena da caça ao javali da Calidônia, parte de uma série de aventuras que ocorreram na área geral. Peleu é acompanhado por Castor, que está atacando o javali com uma lança de dois gumes.
Um tridente de bronze encontrado em uma tumba etrusca em Vetulônia parece ter tido uma ponta central adaptável que poderia ser removida para ser usada como bidente. Uma cílice encontrada em Vulcos na antiga Etrúria, foi interpretada antigamente como representando Plutão (em grego: Πλούτων; Plouton) com um bidente. Um homem de barba preta segurando um instrumento peculiar de dois dentes estende a mão em busca de uma mulher, que se acredita ser Perséfone. O vaso foi submetido a uma reconstrução inadequada, no entanto, e o casal é mais provavelmente Poseidon e Etra. Nas moedas lídias que mostram Plouton raptando Perséfone em sua carruagem de quatro cavalos, o deus segura seu cetro característico, cuja ponta ornamentada às vezes foi interpretada como um bidente. Outras representações visuais do bidente em objetos antigos parecem ter sido reconstruções da era moderna ou na posse de figuras não identificadas com segurança como o governante do submundo.
O ritualista de Cambridge A.B. Cook via o bidente como um instrumento que poderia ser empunhado por Júpiter, o deus principal do panteão romano, em relação ao ritual bidental romano, a consagração de um local atingido por um raio por meio de uma ovelha sacrificial, chamada bidens porque tinha idade para ter dois dentes. Nas mãos de Júpiter (também conhecido como Jove, Tinia etrusco), o tridente ou bidente representa um raio bifurcado. Na Itália antiga, trovões e relâmpagos eram lidos como sinais da vontade divina, exercidos pelo deus do céu Júpiter em três formas ou graus de severidade. Os romanos se baseavam nas tradições etruscas para interpretar esses sinais. Um azulejo encontrado na Urbs Salvia em Piceno retrata um Júpiter composto incomum, "bastante repleto de armas": um raio, um bidente e um tridente, unindo os reinos do céu, da terra e do mar, e representando os três graus de relâmpagos sinistros. Cook considerava o tridente como o equivalente grego do bidente etrusco, cada um representando um tipo de relâmpago usado para comunicar a vontade divina; uma vez que ele aceitava a origem lídia dos etruscos, ele rastreou ambas as formas até a mesma fonte da Mesopotâmia.
A noção posterior de que o governante do submundo empunhava um tridente ou bidente pode talvez ser rastreada até uma linha no Hercules Furens ("Hércules Enfurecido") de Sêneca. Dis (o equivalente romano do grego Plouton) usa uma lança de três pontas para afastar Hércules enquanto ele tenta invadir Pilos. Sêneca também se refere a Dis como o "Jove Infernal" ou o "Jove terrível", o Jove que dá presságios terríveis ou ruins, assim como na tradição grega, Hades às vezes é identificado como um "Zeus ctônico". Que o tridente e o bidente podem ser um tanto intercambiáveis é sugerido por um escoliasta bizantino, que menciona Poseidon armado com um bidente.

## Na arte

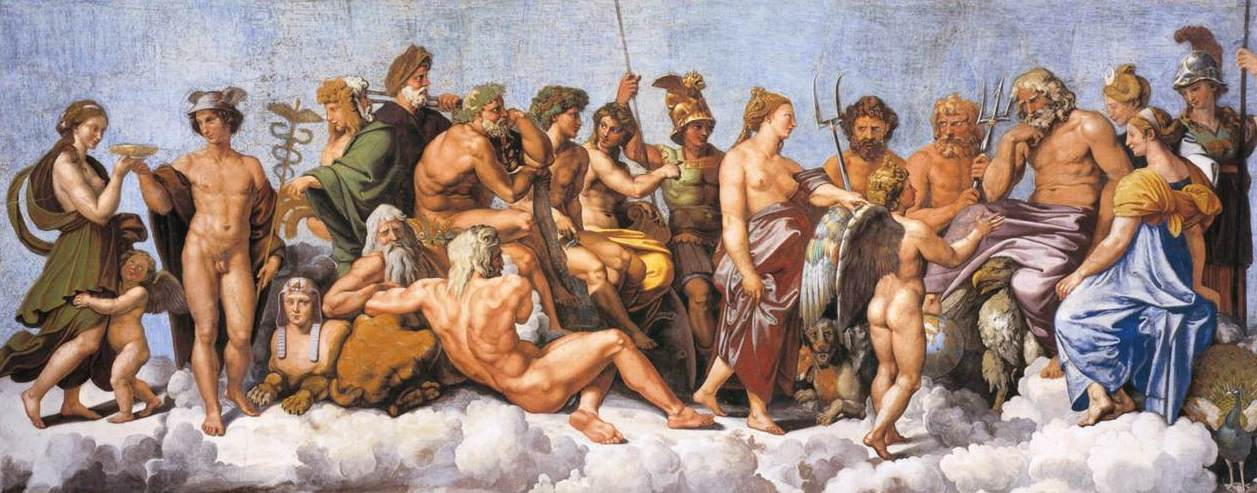
Conselho dos deuses da Loggia di Psiche, Villa Farnesina, com Plutão segurando um bidente e Netuno um tridente

Na arte ocidental da Idade Média, as figuras clássicas do submundo começaram a ser representadas com um forcado. Os primeiros escritores cristãos identificaram o submundo clássico com o Inferno e seus habitantes como demônios ou diabos. No Renascimento, o bidente tornou-se um atributo convencional de Plutão na arte. Plutão, com Cérbero ao seu lado, é mostrado segurando o bidente no mural mitológico do teto pintado pela oficina de Rafael para a Villa Farnesina (a Loggia di Psiche, 1517–18). Em uma cena que representa um conselho dos deuses, os três irmãos Júpiter, Plutão e Netuno estão agrupados, com um Cupido diante deles. Netuno segura o tridente. Em outro lugar na loggia, um putto segura um bidente.
Talvez influenciado por esta obra, Agostino Carracci representou Plutão com um bidente num desenho preparatório para a sua pintura Plutão (1592), na qual o deus segura, em vez disso, sua chave característica.
Em Giove, Nettuno e Plutone (c. 1597), de Caravaggio, um mural de teto baseado em alegoria alquímica, Plutão — com seu cão de três cabeças, Cérbero — segura um bidente; imediatamente ao lado dele, Netuno é mostrado com um tridente. Alguns escritores confundiram as duas figuras; a identidade de Netuno é confirmada por ele abraçar o Hipocampo — o "cavalo-marinho" com barbatanas no lugar das patas dianteiras, e cujas marcas parecem repetir o tridente de forma estilizada, talvez simbólica.